# Taumatawhakatangihangakoauauotamateaturipukakapikimaungahoronukupokaiwhenuakitanatahu
Taumatawhakatangihangakoauauotamateaturipukakapikimaungahoronukupokaiwhenuakitanatahu este numele unei coline de 350 de metri, în apropiere de Mangaorapa și Porangahau, la sud de Waipukurau, între Hastings și Dannevirke, Noua Zeelandă. Numele este de cele mai multe ori abreviat de către locuitori pentru a facilita conversația, termenul folosit fiind „Taumata”.

## Istoria
The New Zealand Geographic Placenames Database, menținută de Informații Funciare Noua Zeelandă (Linz), înregistrează numele ca „Taumatawhakatangihangakoauauotamateapokaiwhenuakitanatahu".

## Semnificație
Acest cuvânt ar însemna „Vârful colinei unde Tamatea, bărbatul cu genunchi mari, cunoscut ca devoratorul pământului, a coborât, a suit și a devorat munții, în timp ce-i cânta la flaut iubitei sale.”
Forma mai lungă Tetaumatawhakatangihangakoauaotamateaurehaeaturipukapihimaungahoronukupokaiwhenuaakitanatahu, cu 85 de litere, a intrat în Guiness Book (Cartea Recordurilor) ca fiind cel mai lung toponim din lume.